# 阿维塔科技

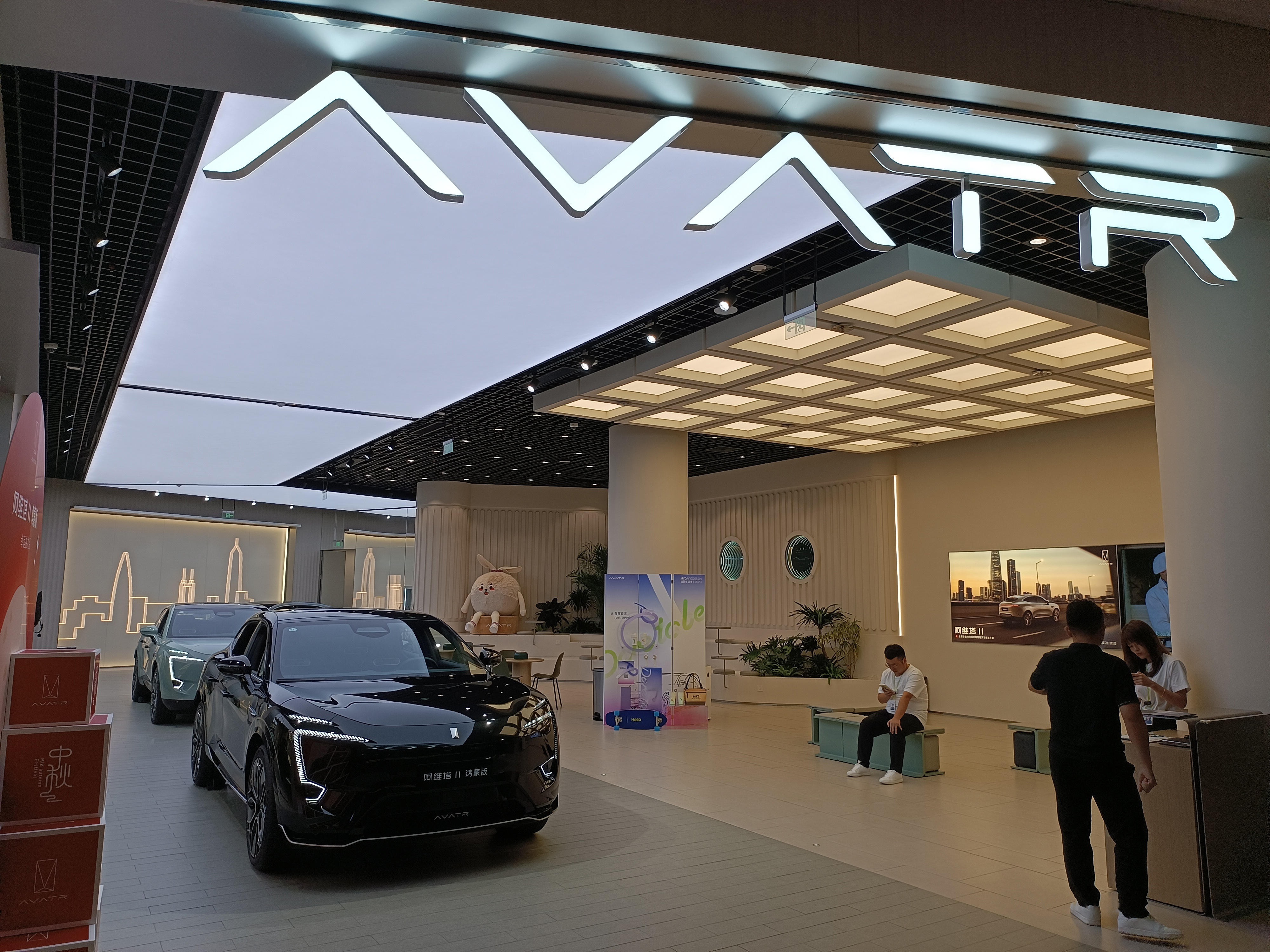
阿维塔在广东省深圳市的展厅

阿维塔科技（重庆）有限公司，简称阿维塔科技或阿维塔，是中华人民共和国的一家高端电动汽车制造商，总部位于重庆市。阿维塔科技成立于2018年，最初由长安汽车与蔚来汽车合资设立，之后蔚来退出管理层，引入宁德时代作为第二大股东，并由华为提供技术支持。
阿维塔科技成立于2018年，长安汽车和宁德时代分别为第一和第二大股东，其中长安汽车股权占比40.99%，宁德时代股权占比14.1%，华为作为合作伙伴，主要提供智能辅助驾驶算法、智能座舱等智能化部件。

## 历史
2018年7月，长安蔚来新能源汽车科技有限公司成立，蔚来汽车和长安汽车分别持股45%，剩下10%的股份由高管及员工持有。公司成立时的注册地为江苏省南京市江宁开发区。
2020年6月，蔚來汽車主要高層退出合作，使長安汽車對長安蔚來的持股比例由原来的45%大幅增加至95.38%，而蔚来汽车则减持至4.62%。2021年3月，长安蔚来的注册地由南京市江宁区迁至重庆市渝北区，注册资本也增加值至2.88亿元。
2021年5月，公司正式更名为阿维塔科技（重庆）有限公司。“阿维塔”之名来源于英文Avatar，即游戏或网络世界中的虚拟化身，有“为每一位用户打造在智慧平行世界里的另一个自己”之意。
2021年11月，完成首轮战略融资24.2亿元。11月5日，阿维塔科技宣布启动增资扩股计划，由三家联合体投资方参与，分别是宁德时代联合体、重庆承安联合体和南方资产联合体。本次增资后，长安汽车持股比例由95.38%减持至39.02%，宁德时代持股23.99%。
2022年6月，华为与阿维塔签署全面战略合作协议，尽管华为非阿维塔的股东。8月2日，阿维塔科技宣布完成A轮融资。此轮融资整体融资规模近50亿元，由国家绿色发展基金领投，招商金台、国投聚力、韦尔股份旗下韦豪创芯（联合体）、中信新未来等机构亦参与投资，另外长安汽车和南方资产等也进一步追加投资。2022年8月，完成A轮融资，估值近百亿元。
2022年12月20日，宁德时代与长安汽车在重庆举行合资项目签约仪式，双方将成立合资公司；同时，宁德时代还与阿维塔科技签署深化战略合作协议，双方将以先进电池技术为基础，打造业内领先的电池供应体系。同年12月，首款智能电动SUV阿维塔11正式交付。
2023年4月，全系迭代华为高阶自动驾驶系统ADS 2.0；同年8月，完成B轮融资30亿元，投后估值近200亿元，新引入重庆产业母基金、交银投资、广开控股等国有资本投资者。12月，获得L3级自动驾驶测试牌照。2024年8月，发布增程技术"昆仑增程"；同年11月，月销量首次突破10056辆；12月，完成C轮融资超110亿元，投后估值超300亿元。
2024年8月20日，阿维塔科技出资115亿元投资引望智能技术有限公司。引望是华为设立的一家从事汽车智能相关业务的公司。
2024年全年，阿维塔新能源汽车销量73606辆，同比增长100%。2024年12月，阿维塔与华为签署合作协议。
2025年2月，向华为支付第二期战略投资款57.5亿元。4月，阿维塔销量达11681辆，同比增长122.6%，创历史新高。同年5月，全球研发中心正式启用，2025款阿维塔12上市。

## 车型

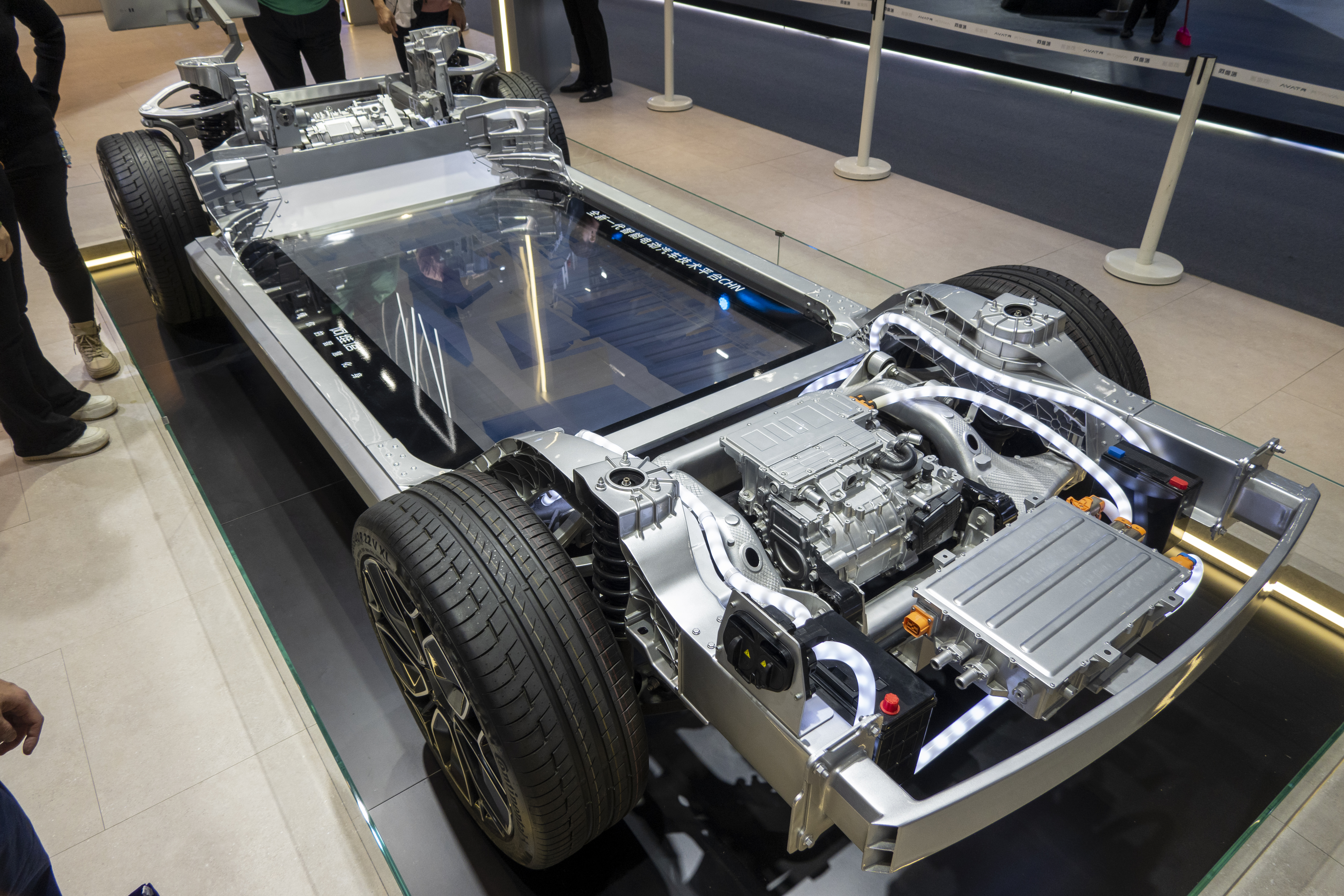
阿维塔CHN平台底盘模型

阿维塔科技计划到2025年推出4款车型。首款车型阿维塔11于2022年8月8日上市，第二款车型阿维塔12于2023年11月10日上市。

### 阿维塔11

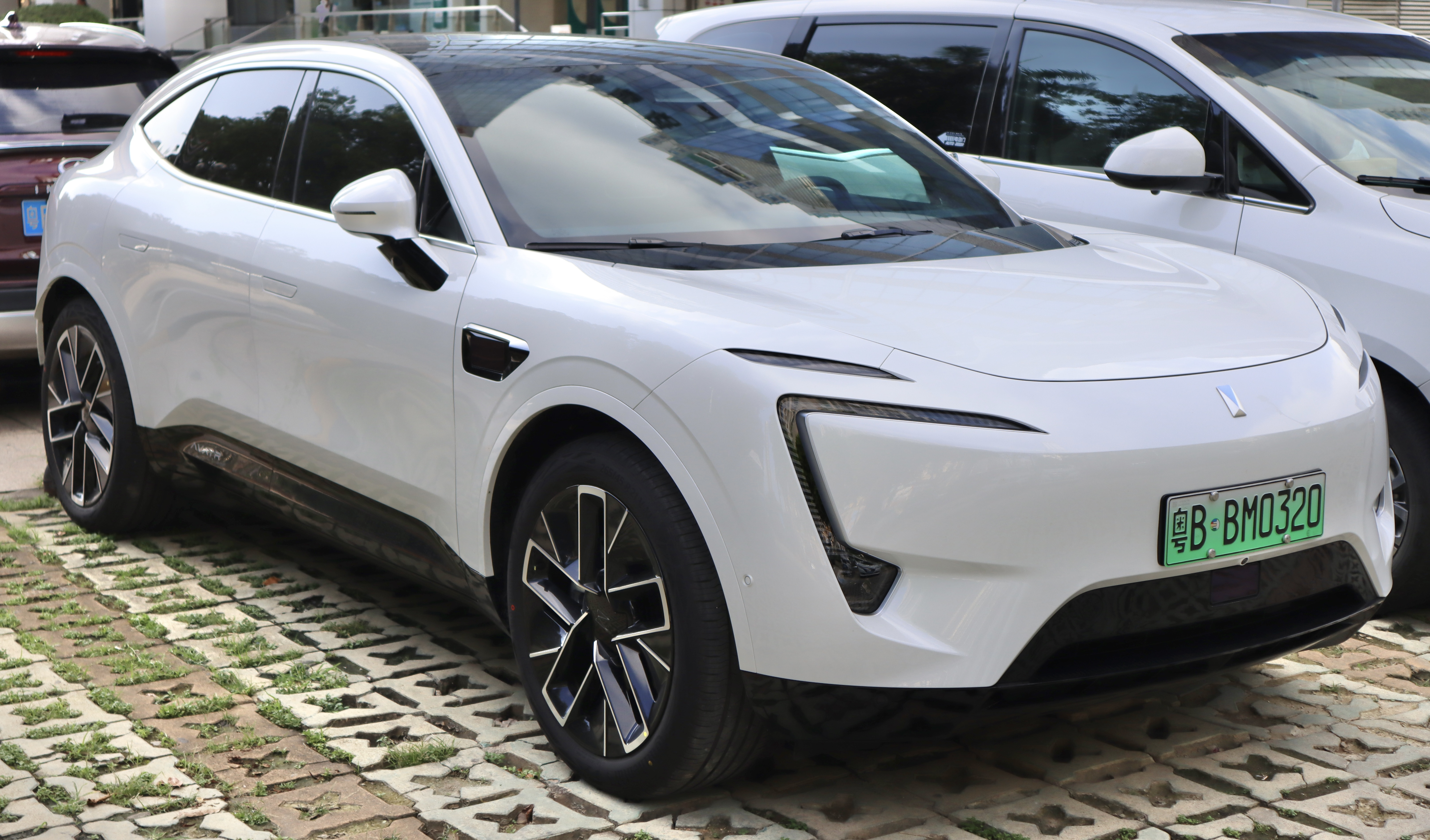
阿維塔11

2022年推出的SUV，有纯电和增程两种版本。阿维塔11是阿维塔科技旗下首款智能电动汽车。阿维塔11鸿蒙版的车身尺寸长宽高分别为4880x1970x1601毫米，轴距2975毫米。3颗激光雷达带来的业界顶流车端感知和计算能力，阿维塔11不依赖高精地图的自动驾驶NCA功能才得以快速落地。阿维塔11的自动驾驶系统融合道路拓扑推理网络（RCR）+业界首创的GOD网络，实时构建道路信息、敏锐识别各类障碍物、提升人驾及自动驾驶行车安全。电气化技术方面，车辆续航可达730km，并应用800V高压电气平台。动力上，阿维塔11鸿蒙版智享升级款的0-100公里/时加速为3.98秒，续航里程超过700公里，配备240kW超大功率快充，可在15分钟内将电池从30%充至80%。

#### 增程版
阿维塔11增程版在设计上与纯电版变化不大，前脸增加了进气格栅。其长宽高分别为4895/1970/1601毫米，轴距为2975毫米，车内采用5座布局。车辆全系标配前排零重力座椅，提供独立四座设计，内置25扬声器的英国之宝·卓越之声音响系统，输出功率达2016瓦。自动驾驶方面阿维塔搭载了华为乾崑自动驾驶ADS 3.0，可提供“车位到车位”高级辅助驾驶。阿维塔11增程车型搭载全栈自研的昆仑增程技术，与之搭配的是宁德时代骁遥超级增·混电池，车辆CLTC工况综合续航达1065公里，电量从30%充至80%需15分钟，WLTC工况馈电油耗可达6.2升/100公里。

#### 阿维塔011
阿维塔011在2022年8月上市，是由时尚先锋品牌1017 ALYX 9SM联合创始人、时任法国奢侈品牌纪梵希创意总监Matthew M. Williams与阿维塔首席设计官Nader Faghihzadeh共同设计，全球限量500台。

### 阿维塔12

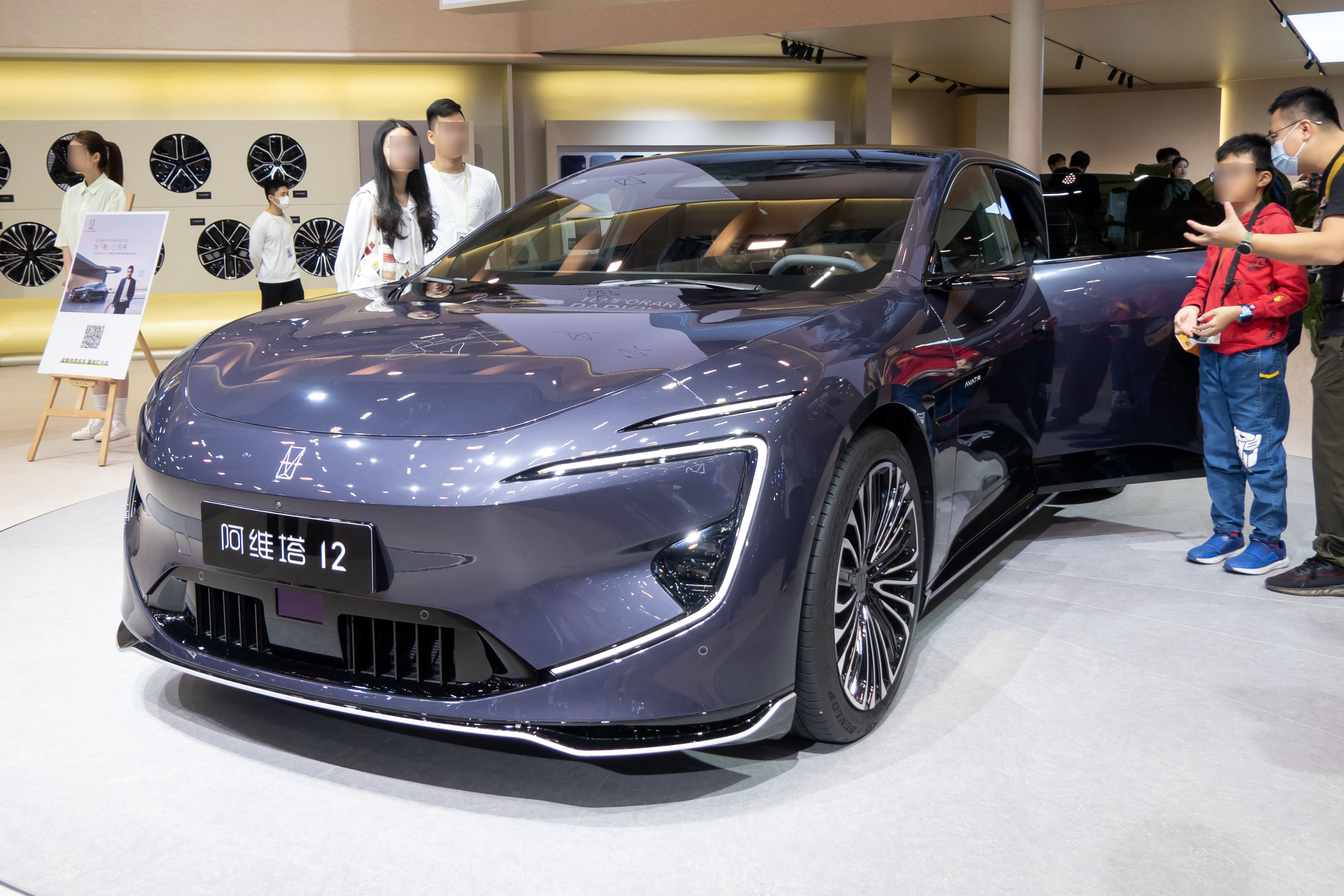
阿維塔12

阿维塔12是阿维塔品牌第一款轿跑车型，阿维塔 12 定位为中大型轿车，采用了富有未来感的设计，车身呈动感的溜背造型。该车长宽高分别为 5020*1999*1450mm，轴距 3020mm，配有标志性碟翼前脸，以及特别设计的 E 形大灯造型，左右两侧为流媒体后视镜。阿维塔12搭载了基于Harmony OS4开发的鸿蒙座舱，可以带来更流畅的交互体验，全系标配15.6英寸华为智慧中控屏，加35.4英寸的4K一体远端屏。在自动驾驶方面，阿维塔12搭载了华为高阶智能驾驶系统HUAWEI ADS 3.0，全系标配3颗隐藏式激光雷达，可实现超过一个标准足球场长度的远距探测。阿维塔 12 的环拥式感应座舱，致力于实现技术优势与设计美学的平衡。前排全体感座椅首次出现了轿车之上，后排则拥有全舒展双一米级空间，腿部可完全伸展。

#### 阿维塔012
阿维塔012在2025年3月上市，是由阿维塔首席设计官Nader联合时任Dior男装艺术总监、Fendi女装及高定艺术总监Kim Jones共同主导创作。阿维塔012全球限量700台。

### 阿维塔07

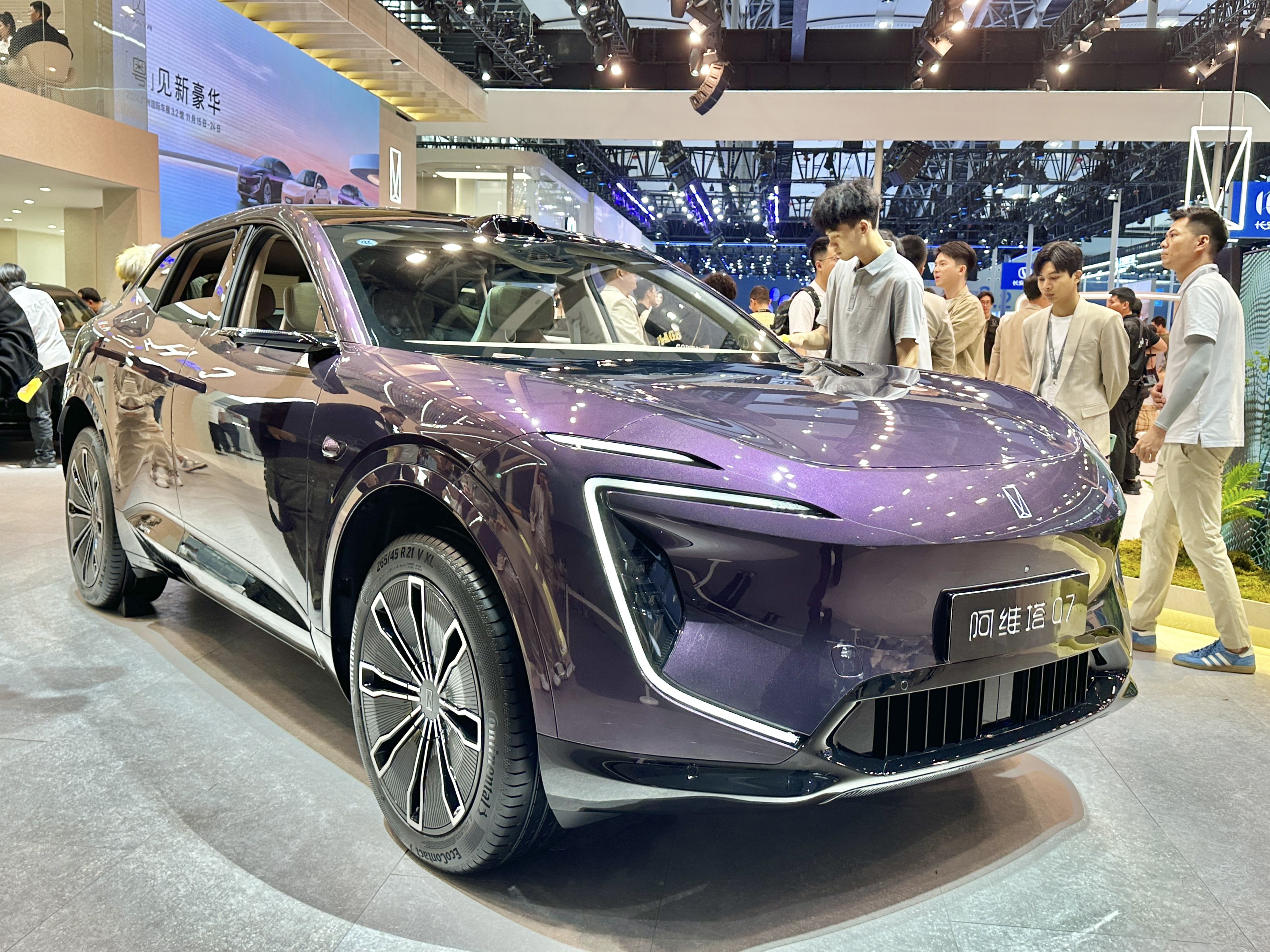
阿維塔07

阿维塔07将提供增程、纯电两种不同动力，于2024年3季度（本季度）开启预售，9月份正式上市。其长宽高分别为4825/1980/1610（或 1620）mm，轴距2940mm，号称具有“黄金比例”。其中，纯电车型可选 252kW 单电机、188+252kW双电机，全域800V碳化硅平台，四驱车型零百加速 3.9 秒；增程车型搭载 115kW 的 1.5L 增程器，零百加速4.9 秒（满电）或 5.8 秒（馈电）；可选 231kW 单电机或 131+231kW 双电机。该车座舱采用环拥式设计，使用四屏布置（35.4 英寸一体式超长“带鱼屏”、一块 15.6 英寸横置中控大屏以及边缘两块 6.7 英寸用于流媒体外后视镜的副屏）；前排座椅均为零重力座椅且支持 8 点位按摩、16 向电动调节，采用 Nappa 真皮材质，主驾右侧配备手机无线充电、杯托等，并提供实体车钥匙。此外，该车还搭载“太行”智控底盘，具备 4 种模式、125mm 总行程的智能空气弹簧，100 次 / 秒主动阻尼调整的 CDC 动态阻尼减震器；搭载华为乾崑自动驾驶ADS 3.0，硬件拥有192线激光雷达、27颗高感知传感器，拥有号称“更类人”的端到端自动驾驶。全车共 39 处氛围灯光源，最长配备 2854mm 连贯灯带；车内 25 个扬声器峰值功率 2016W，采用“英国之宝”调音技术，支持“四路天空音”组成的 7.1.4 声道渲染。2024年9月30日，阿维塔宣布，阿维塔07现已新增“超清电子外后视镜”选装包，并对所有版型都开放，另对于UItra版，电子外后视镜和光学科技套装只能选择一个。

### 阿维塔06

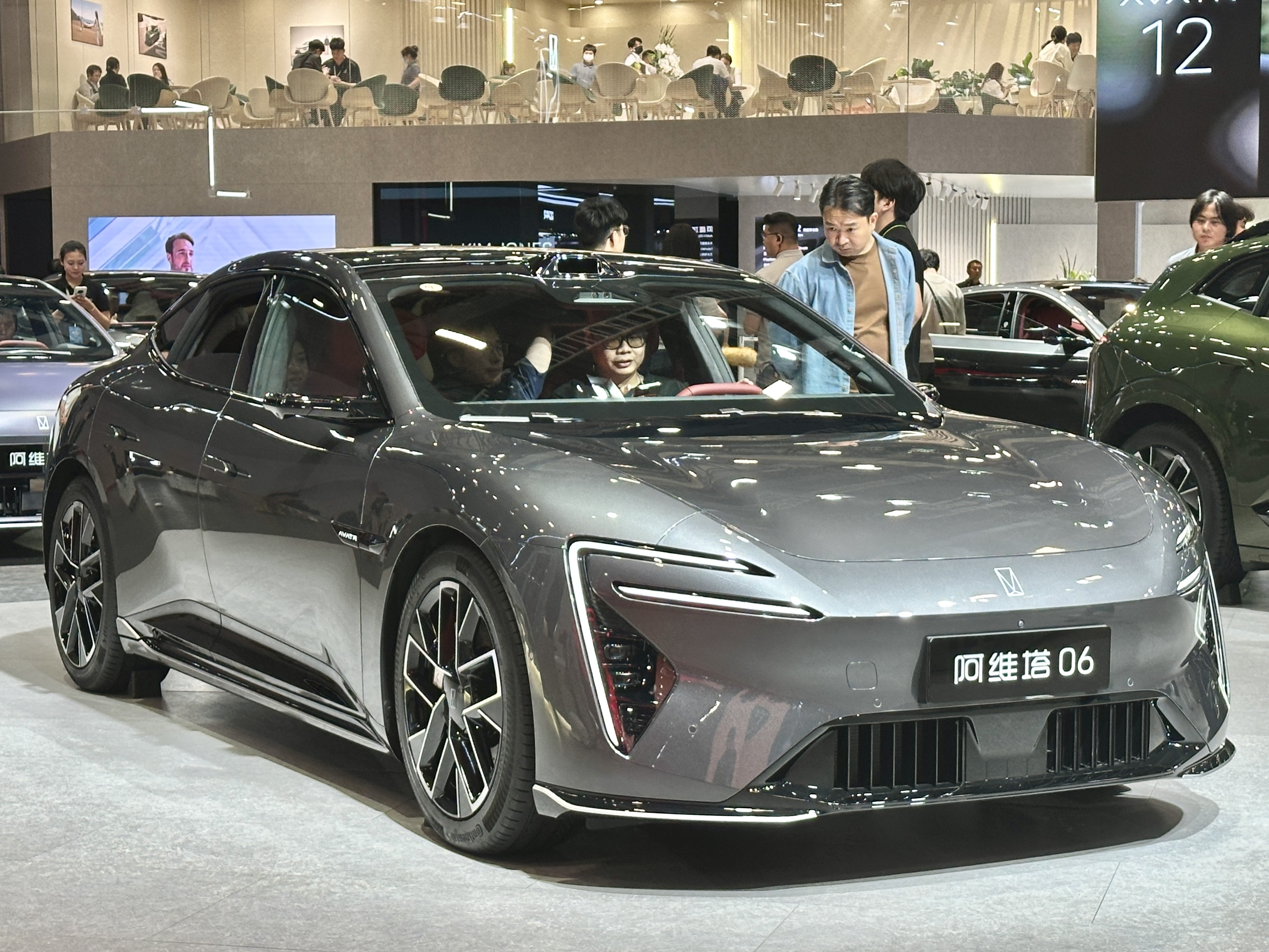
阿維塔06

阿维塔06外观采用AVTAR 2.0设计理念，整体依旧保留了家族特征，不过细节上能够看到有所创新。例如，“7”字型的日行灯中的横向光源被移植到了“7”字内部，从而为新车增添了更多的辨识度；车辆下包围预计依旧会配备主动式进气格栅，并且纯电版本和增程版本将会有所区分。车身侧面来看，阿维塔06采用溜背式的造型，并且通过双色车身设计进一步提升了该车的时尚感。此外，阿维塔06将配备电子后视镜以及隐藏式的门把手，并且还会有激光雷达、五辐轮圈以及4活塞刹车卡钳等等。在车辆尾部，阿维塔06将与阿维塔12保持一致，继续采用无后风挡的车窗。此外，细长的尾灯保留了家族特色，高位刹车灯布置在双色车身的交界处，与下方小鸭尾式的扰流板形成呼应。外形尺寸方面，阿维塔06的长宽高分别为4855/1960/1450mm，轴距为2940mm。

## 历年销量
| 年份 | 总销量 |
| ---- | ------ |
| 2022 | 757    |
| 2023 | 27,700 |
| 2024 | 73,606 |

## 争议

### 名稱爭議
「阿維塔」一名是取自其英語名稱「Avatr」的音譯，但由於阿維塔為一个中國國產自主研發的智能電動車品牌，因此被認為該名字「太西方化」、「没有中国特色」而且「崇洋媚外」，其英語名稱「Avatr」也由於與美國科幻電影《阿凡達》的英語原名「Avatar」很相似，該名稱也被批評容易让人混淆。